# Aardbeving Christchurch 2011
De aardbeving in Christchurch in 2011 was een aardbeving met een kracht van 6,3 op de schaal van Richter, die zich voordeed op 22 februari 2011 op het Zuidereiland in Nieuw-Zeeland. De plaats Christchurch (ca. 380.000 inwoners) werd zwaar getroffen. Vooral in het centrum van de stad liepen veel (historische) gebouwen aanzienlijke schade op.
Het aantal slachtoffers als gevolg van de aardbeving is bepaald op 185. Meer dan de helft (115) van de doden vielen in het gebouw van Canterbury Television, dat instortte en in brand vloog. Van deze doden kon van 4 niet de identiteit worden vastgesteld. De doodsoorzaak van 4 anderen was direct geassocieerd met de aardbeving en zijn bij het dodental inbegrepen.

## Verloop
In de nacht van 3 op 4 september 2010 (lokale tijd) deed er zich in en om Christchurch een aardbeving voor met een kracht van 6,3 op de schaal van Richter.
Het hypocentrum van de aardbeving lag op ca. 10 km diepte nabij Darfield, ca. 40 km van het centrum van Christchurch. Sinds de zware aardbeving van 3 februari 1931 in Napier was dit de zwaarste beving tot dan toe in Nieuw-Zeeland geregistreerd. Seismologen dachten eerst dat er ca. 20 breuklijnen in het gebied rondom Christchurch lagen, maar deze beving heeft de schatting omhooggebracht naar ca. 100 breuklijnen.
In de middag van 22 februari 2011 was er opnieuw een aardbeving in en om Christchurch. Deze beving had een kracht van 6,3 op de schaal van Richter. Het waren in feite twee kort opeenvolgende schokken van ongeveer gelijke sterkte. Het epicentrum lag op ongeveer 5km diepte onder het zuidoostelijk deel van de stad. De twee schokken leidden tot ongekende verticale bewegingen in het gebied van het centrum. De kathedraal van Christchurch stortte deels in. De totale schade was veel groter dan bij de beving van 2010, die in Christchurch vooral horizontale bewegingen had veroorzaakt.
Een dramatisch aspect van de sterke, vooral verticale, bewegingen was dat in delen van de stad de slappe bodem in drijfzand veranderde (technisch: liquefaction) waardoor huizen (scheef-)zakten en er zand-houdend water de huizen binnenstroomde. 80% van het waterleiding- en rioleringssysteem werd zwaar beschadigd. Bovendien kwamen grote delen in het oosten van de stad dichter bij de kust permanent 1-2 meter lager te liggen.
Er volgden vele naschokken, die geleidelijk in sterkte afnamen. Maar op 13 Juni volgden weer twee sterke bevingen. Er was nu wel schade, maar er waren geen slachtoffers.
Op 2 maart 2012 werd bekend dat de grote kathedraal van Christchurch als gevolg van de aardbeving een jaar eerder en de schokken daarna zo zwaar was verwoest, dat zij niet meer opnieuw kon worden opgebouwd en dus moest worden afgebroken.

## Reddingsacties
Met name de binnenstad is totaal verwoest. Aanvankelijk was het het belangrijkste mensen te vinden, die zich in situaties bevonden, waar zij zich zelf niet meer konden redden. Dat is in een aantal gevallen ook gelukt.
Op 23 februari riep premier John Key vanwege de aardbeving in Christchurch de nationale noodtoestand af. Openbare gebouwen hingen de vlag halfstok. Diezelfde dag waren er al reddingsteams onderweg uit de Verenigde Staten, Singapore, Japan, Taiwan en uit het Verenigd Koninkrijk. Uit eigen land waren reddingsteams de dag zelf al aan het werk. Andere landen die hulp aanboden waren Argentinië, België, Israël, Frankrijk, Griekenland en Maleisië. De Europese Unie bood ook hulp aan. Google leverde een bijdrage met de site Google Person Finder. Met deze webapplicatie konden mensen vermiste personen opsporen. Op dinsdagmiddag 1 maart, om 12:51 uur lokale tijd, precies een week na de aardbeving, werden in het land twee minuten stilte in acht genomen. Op 30 april werd de noodtoestand opgeheven.

## Seismische activiteit
De omgeving van Christchurch wordt jaarlijks door duizenden aardbevingen getroffen. Onderzoeker Paul Nicholls van de universiteit van Canterbury in Christchurch stelde een visualisatie samen na de aardbevingen van begin september 2010. De Christchurch Quake Map combineert Google Maps met data afkomstig van GeoNet, dat aardbevingen, tsunami's, vulkaanuitbarstingen en andere natuurrampen in Nieuw-Zeeland registreert. Op de kaart is te zien hoe sinds 4 september bijna 4900 aardbevingen de regio troffen.

## Galerij

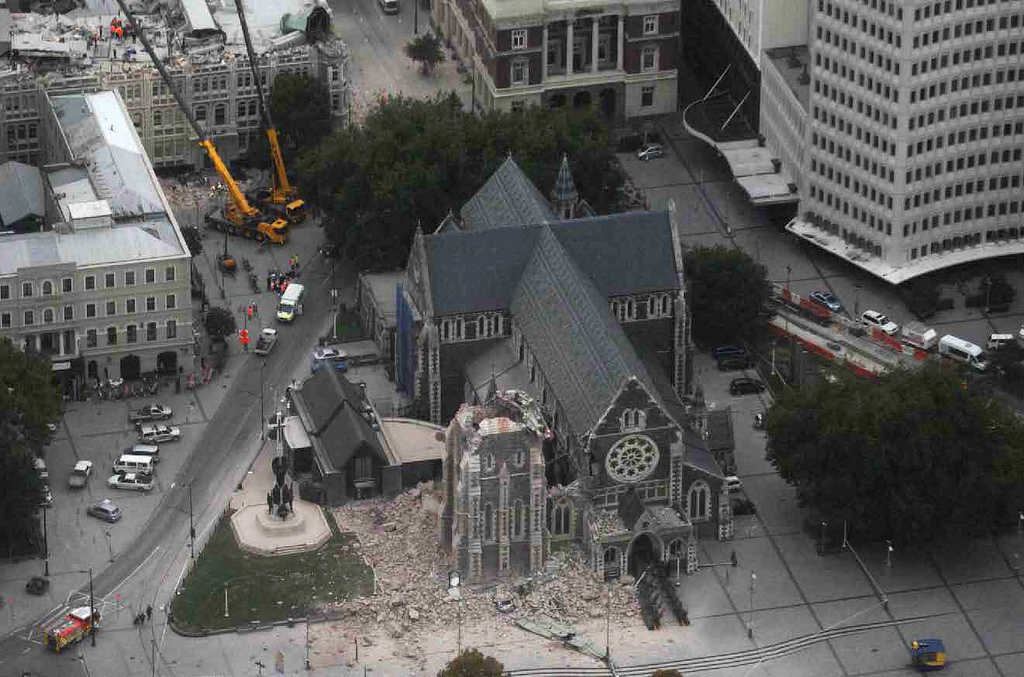
De kathedraal van Christchurch na de aardbeving
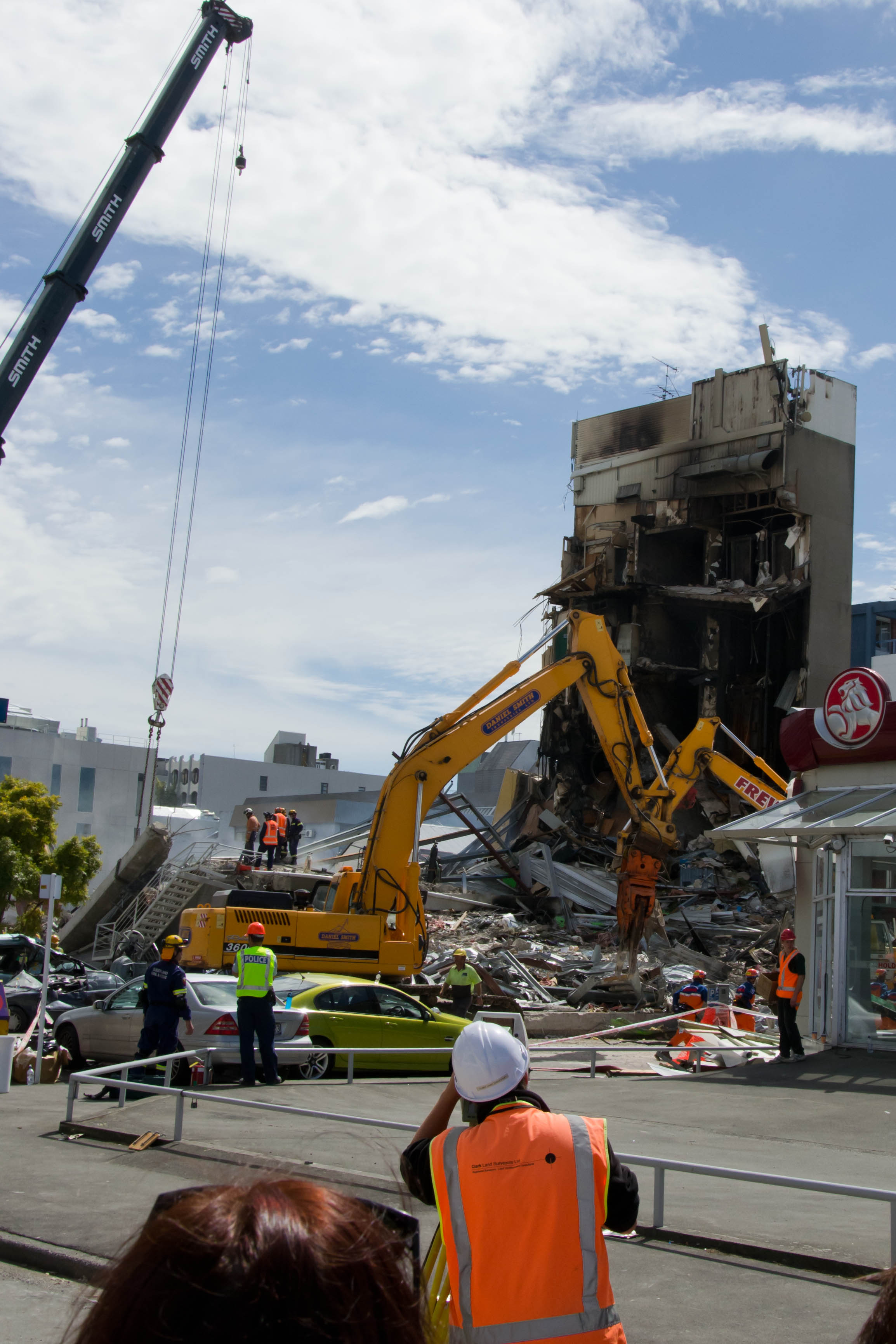
Overblijfselen van het gebouw van Canterbury Television, 24 februari
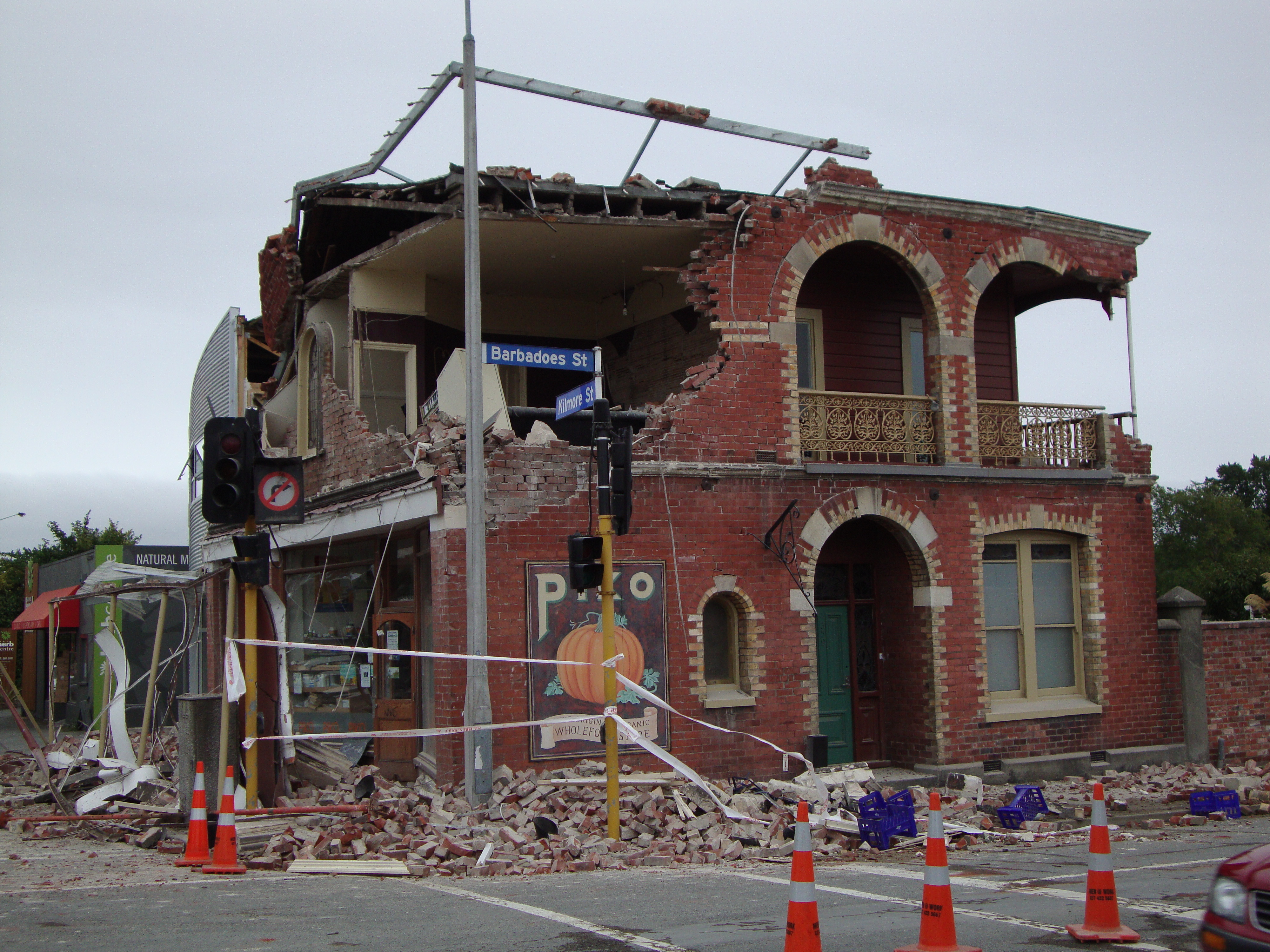
Schade als gevolg van de aardbeving
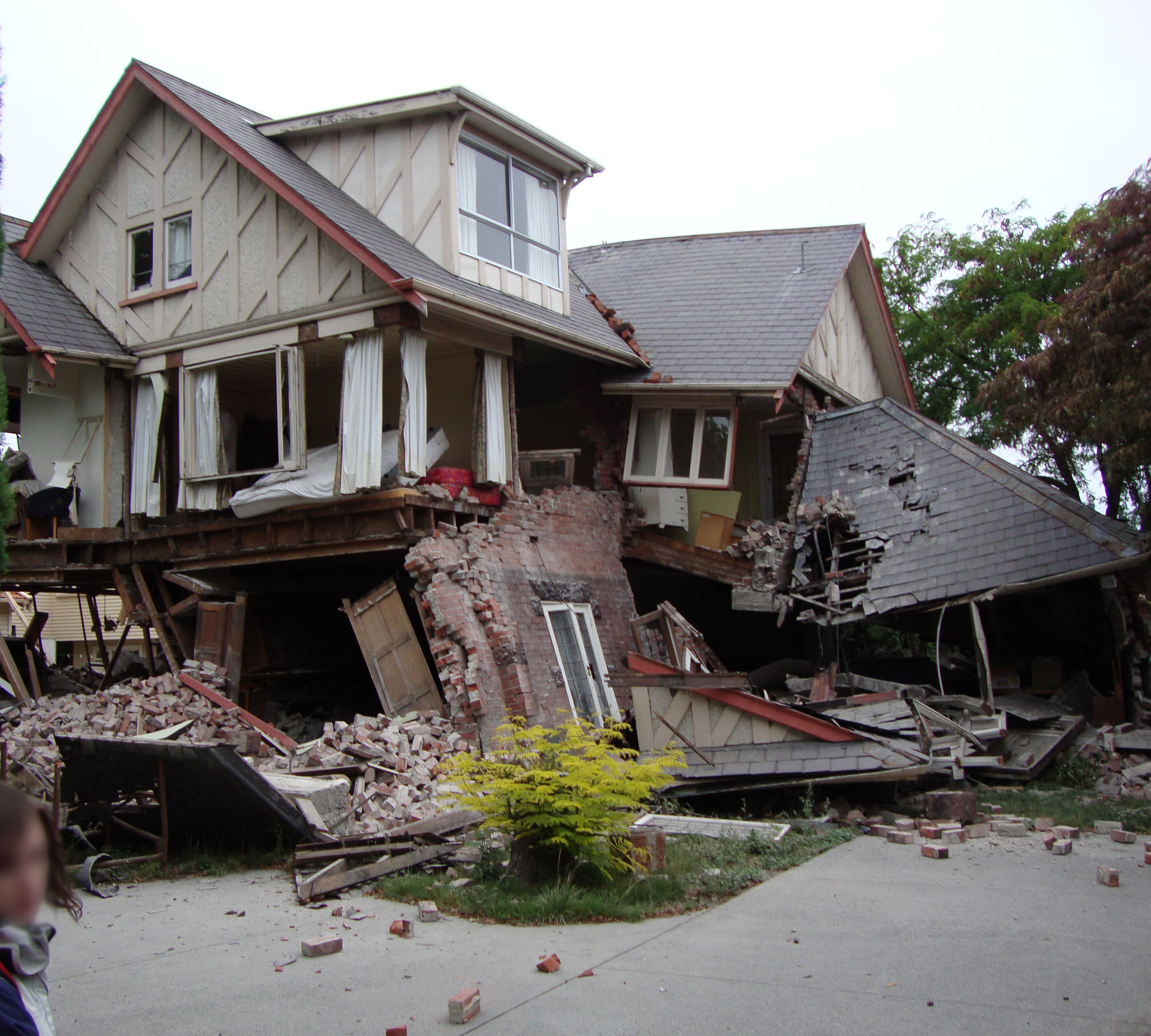
Schade als gevolg van de aardbeving
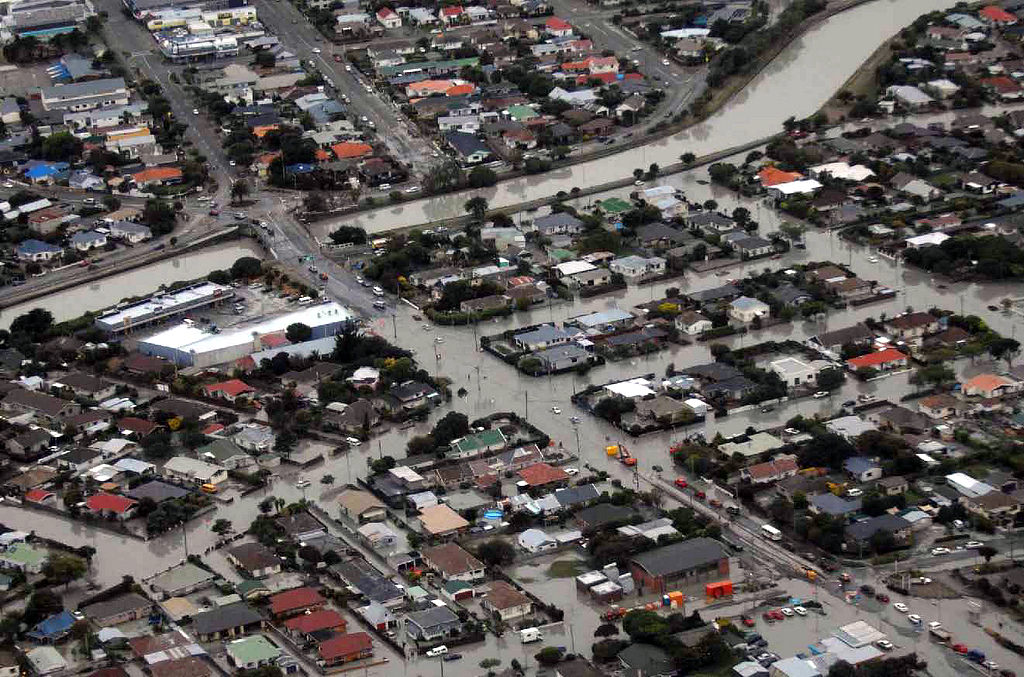
Overstromingen ten gevolge van de aardbeving
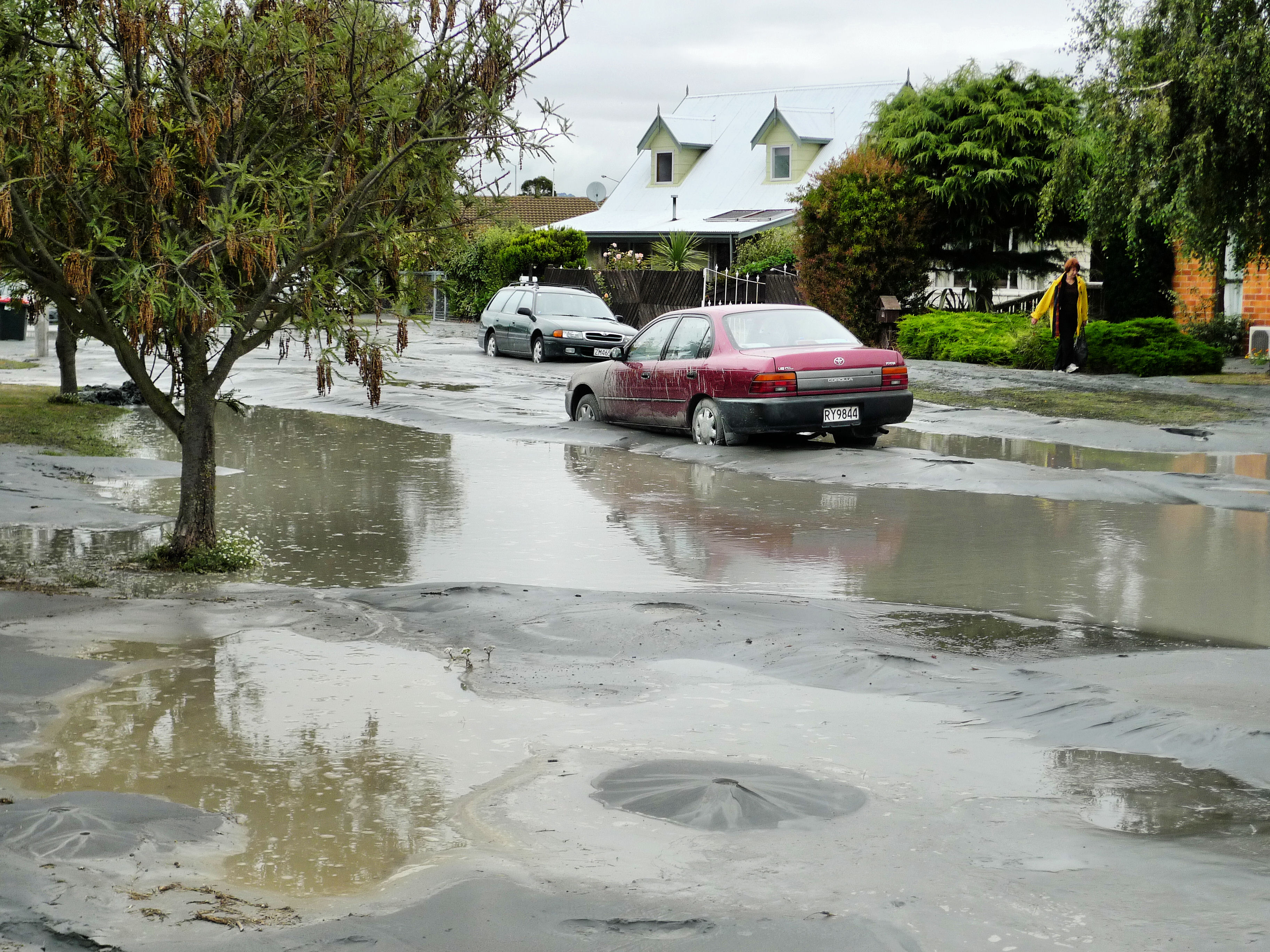
Zandvulkanen en met slib bedekte straat in de wijk Avonside (Christchurch) na de aardbeving

Januari: Pakistan (19 januari) - 
Februari: Christchurch (21 februari) - 
Maart: Yunnan (10 maart) · Japan (11 maart) · Myanmar (24 maart) -
April: Java (3 april) · Naschok Japan (7 april) - 
Mei: Spanje (11 mei) - 
Oktober: Turkije (23 oktober)